# Cantón de Guéret-Suroeste
El cantón de Guéret-Suroeste era una división administrativa francesa, que estaba situada en el departamento de Creuse y la región de Limusín.

## Composición
El cantón estaba formado por cuatro comunas, más una fracción de la comuna que le daba su nombre:
- Guéret (fracción)
- La Chapelle-Taillefert
- Savennes
- Saint-Christophe
- Saint-Victor-en-Marche

## Supresión del cantón de Guéret-Suroeste
En aplicación del Decreto n.º 2014-161 de 17 de febrero de 2014, el cantón de Guéret-Suroeste fue suprimido el 22 de marzo de 2015 y sus 5 comunas pasaron a formar parte; tres del nuevo cantón de Guéret-1, una del nuevo cantón de Guéret-2 y la fracción de la comuna que le daba su nombre se unió con las demás para que, por medio de una reestructuración cantonal, fueran creados los nuevos cantones de Guéret-1 y Guéret-2.